# Степное (Иркутская область)
Степное — посёлок в Нукутском районе Усть-Ордынского Бурятского округа Иркутской области. Входит в муниципальное образование «Первомайское».

## География
Посёлок расположен в 41 км от районного центра, на высоте 417 м над уровнем моря.

## Внутреннее деление
Состоит из 3 улиц:
- Кооперативная
- Солнечная
- Степная
- Школьный пер.

## Население
| 2002 | 2010 | 2011 | 2012 |
| ---- | ---- | ---- | ---- |
| 192  | ↘126 | →126 | ↘125 |